# Humber Scout Car
 (septembre 2024).
Si vous disposez d'ouvrages ou d'articles de référence ou si vous connaissez des sites web de qualité traitant du thème abordé ici, merci de compléter l'article en donnant les références utiles à sa vérifiabilité et en les liant à la section « Notes et références ».
L'Humber Scout Car était une automitrailleuse britannique servant pour des missions de reconnaissance. Elle fut notamment utilisée lors de la Seconde Guerre mondiale. Elle entra en service en 1942 et fut produite jusqu'en 1945.

## Histoire

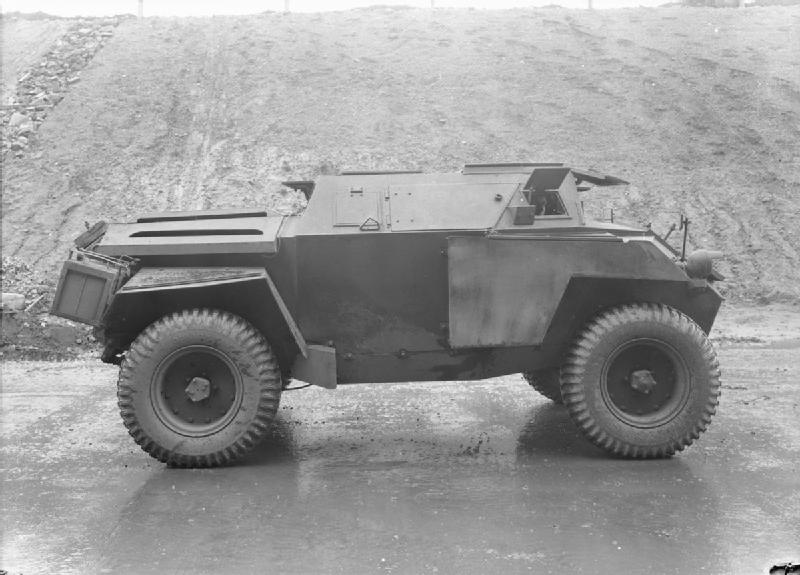
Humber Scout Car, vu de côté droit.

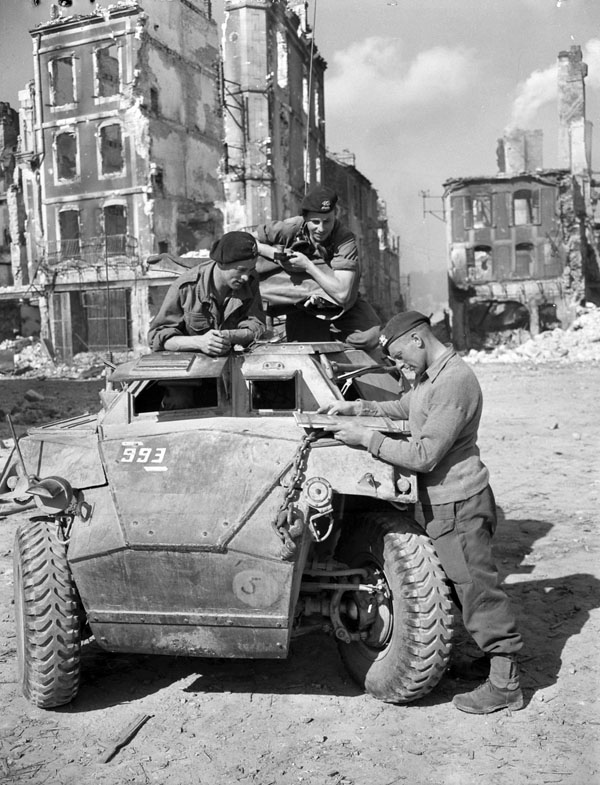
Les Humber prirent surtout part au second conflit mondial, tel celui-ci, à Falaise, lors de la bataille de Normandie (France - 1944).

Bien qu'au début du second conflit mondial, l'armée britannique ait désigné Daimler Dingo pour la production d'automitrailleuses et de véhicules de reconnaissance, il devint clair, peu à peu, que les besoins de plus en plus pressants de tels véhicules ne pourraient sans doute pas être comblés par Daimler seul. De ce fait, d'autres compagnies furent requises pour en concevoir et en produire. L'une de ces firmes fut Humber qui, avec d'autres sociétés du Groupe Rootes, produisait déjà des blindés et des véhicules de reconnaissance comme ses « Humber Light Reconnaissance Car ». En 1942, elle conçut un véhicule similaire aux "Dingo" déjà existants.
Afin de respecter les normes et exigences officielles de limitation de poids de ce type d'auto blindée, le Daimler "Dingo" avait un toit ouvert et le Humber un plancher sans blindage.
Le véhicule pouvait être conduit par un équipage de deux hommes, avec un siège d'urgence pour un troisième membre. Il était équipé d'une radio No 19. Son armement consistait en une mitrailleuse légère Bren tirant à 500 coups par minute. Une seconde Bren pouvait être ajoutée si nécessaire. Ces armes étaient montées au-dessus du toit mais pouvaient opérer depuis l'intérieur de l'auto grâce à un système similaire aux guidons de vélos. Les leviers de "frein" de ce guidon actionnaient alors, sous l'effet du conducteur, la mise à feu des mitrailleuses.
La production de ce type de véhicule dura jusqu'en 1945. Au moins 4 298 unités furent commandées et ce n'en fut pas moins de 4 102 qui furent fabriquées et livrées. Ils furent principalement utilisés dans les divisions blindées britanniques (telles, par exemple, la 11e division blindée, ou la division blindée des Guards), en tant que véhicules de reconnaissance et de liaison. Ils furent cependant considérés comme étant, dans l'ensemble, moins fiables et moins intéressants que les "Dingo". Un certain nombre de Humber fut donné au IIe Corps polonais et à la 1re brigade blindée tchécoslovaque. Après la guerre, ils furent utilisés par plusieurs armées européennes. La police belge s'en servit ainsi jusqu'en 1958.
La plupart d'entre eux furent détruits pendant les années 1960 par l'armée britannique qui les utilisaient alors comme cibles pour tanks. Il en reste actuellement, connus, une vingtaine d'existants.

## Utilisateurs
- Canada
- Tchécoslovaquie
- Danemark
- France
- Grèce
- Pays-Bas
- Norvège
- Pologne
- Afrique du Sud
- Royaume-Uni

## Variantes
- Mk I.
- Mk II, avec transmissions améliorées.